# Milesia elegans
Milesia elegans är en tvåvingeart som beskrevs av Matsumura 1916. Milesia elegans ingår i släktet Milesia och familjen blomflugor. Inga underarter finns listade i Catalogue of Life.